# Arauchemus
Arauchemus là một chi nhện trong họ Gnaphosidae.